# Philodicus grandissimus
Philodicus grandissimus là một loài ruồi trong họ Asilidae. Philodicus grandissimus được Ricardo miêu tả năm 1921. Loài này phân bố ở miền Ấn Độ - Mã Lai.